# Sand Creek, Wisconsin
Sand Creek là một thị trấn thuộc quận Dunn, tiểu bang Wisconsin, Hoa Kỳ. Năm 2010, dân số của thị trấn này là 559 người.